# 全子一
全子一（1928年10月—），男，四川蓬溪人，中国电视技术专家，中国电子学会会士，中国通信学会会士，曾任北京邮电学院教授、博士生导师。